# توکای زیردم‌روشن
توکای زیردم‌روشن (نام علمی: Turdus obsoletus) گونه‌ای از پرندگان خانواده توکایان است.
در کلمبیا، کاستاریکا، اکوادور، پاناما و پرو یافت می‌شود. زیستگاه‌های طبیعی آن جنگل‌های جلگه‌ای نمناک نیمه‌گرمسیری یا گرمسیری، جنگل‌های کوهستانی نمناک نیمه‌گرمسیری یا گرمسیری و جنگل‌های پیشین به شدت دگرگون شده‌است.